# Дантеов врх
Дантеов врх (енгл. Dante's Peak) је амерички авантуристички трилер о катастрофалној ерупцији вулкана из 1997. године режисера Роџера Доналдсона и сценаристе Леслија Бохема, са Пирсом Броснаном, Линдом Хамилтон и Чарлсом Халаханом у главним улогама.
Филм је добио углавном негативне критике како од стране публике тако и од стране критичара, публика са сајта Ротен Томејтоуз га је оценила са 38%, док је од критичара са истог сајта добио врло низак проценат од 26%. Упркос чињеници да је добио пуно негативних критика филм је остварио солидан успех на благајнама прикупивши преко 178 милиона $ у целом свету, и стекао је статус култног класика међу љубитељима филмова катастрофе.

## Радња
Радња филма прати Харија Далтона геолога специјализованог за вулкане који по наређењу свог шефа Пола Драјфуса одлази у измишљени градић по имену Дантеов врх да провери стратовулкан који бележи активности које би потенцијално могле бити опасне. У почетку делује да је вулкан стабилан и да нема разлога за панику, али на крају ће се испоставити да ипак није тако...

## Улоге
| Глумац          | Улога                       |
| --------------- | --------------------------- |
| Пирс Броснан    | др. Хари Далтон             |
| Линда Хамилтон  | градоначелница Рејчел Вандо |
| Чарлс Халахан   | Пол Драјфус                 |
| Џереми Фоли     | Грејам Вандо                |
| Џејми Рене Смит | Лорен Вандо                 |
| Елизабет Хофман | Рут                         |
| Грант Хеслов    | Грег                        |
| Кирк Трутнер    | Тери Фурлонг                |
| Арабела Филд    | Ненси                       |
| Ци Ма           | Стен                        |
| Брјан Реди      | Лес Ворел                   |
| Ли Гарлингтон   | др. Џејн Фокс               |
| Вокер Брант     | Маријана                    |